# Mais do que Imaginei
Mais do que Imaginei é o décimo primeiro álbum de estúdio da banda Catedral, lançado em 2001 pela gravadora Warner Music Brasil‎.
O hit "Eu Amo Mais Você" levou o Catedral a ser indicado para o Prêmio Multishow de Música Brasileira, na categoria “Banda Revelação”, e para o Video Music Brasil 2001, da MTV, na categoria “Escolha da Audiência”. O álbum vendeu mais de 100 mil cópias durante os anos.

## Faixas
1. O Nosso Amor
2. Balada de uma Saudade
3. Eu Amo mais Você
4. Helena de Troia
5. Mil Maneiras
6. Meu Bem (Versão de Mandy)
7. Sol de Primavera
8. Não vou te Esquecer
9. Mais do que Imaginei
10. Antes e depois do Meio Dia
11. Vidros e Diamantes
12. Kiss Me
13. Uma Canção de Amor para Você (bônus)

## Ficha Técnica
- Kim: Vocais
- Júlio Cesar: Baixo
- José Cezar Motta: Guitarra base e solo
- Eliaquim Guilherme Morgado: Bateria